# Relaciones Letonia-Ucrania
Las relaciones Letonia-Ucrania son las relaciones bilaterales entre las repúblicas de Letonia y Ucrania. Hasta 1991, ambos países eran parte de la Unión Soviética y antes de 1918 parte del Imperio Ruso. Ambos países establecieron relaciones diplomáticas el 12 de febrero de 1992.
Letonia tiene una embajada en Kiev y 2 consulados honorarios (en Leópolis y Odesa). Ucrania tiene una embajada en Riga y un consulado honorario en Ventspils.
En enero de 2022, durante la crisis ruso-ucraniana de 2021-2022, Letonia anunció que enviaría FIM-92 Stinger para el sistema de defensa aérea a Ucrania. Los sistemas de defensa aérea se entregaron en febrero de 2022, poco antes de la invasión rusa de Ucrania. Letonia condenó inmediatamente la invasión rusa de Ucrania durante sus primeras horas y declaró su disposición a aceptar refugiados de Ucrania y suspendió la emisión de visas letonas a ciudadanos rusos.

## Diplomacia
- Letonia tiene una embajada en Kiev.
- Ucrania tiene una embajada en Riga.